# Arnaud Nordin
Arnaud Nordin (Párizs, 1998. június 17. –) francia labdarúgó, csatár, a Mainz 05 játékosa.

## Pályafutása
Nordin a Saint-Étienne ifjúsági akadémiáján kezdte meg karrierjét. 2016. szeptember 25.én debütált a francia bajnokságban a Lille csapata ellen. 2025. január 28-án a német Mainz szerződtette 2028. június 30-ig.

## Magánélet
Nordin Franciaországban született és Martinique származású. Gólörömében gyakran egy úgy nevezett ˇKick the moonˇ-t mutat be. Ami előrefutásból hátra szaltó, egy lábról. 

## Külső hivatkozások
- Ismertetője a transfermarkt.de honlapján